# نیروگاه هسته‌ای بالاکوفو
نیروگاه هسته‌ای بالاکوفو (به روسی: Балаковская АЭС) (روسیه، در استان ساراتوف در شهر بالاکوفو، حدود ۹۰۰ کیلومتری جنوب شرق مسکو، تأسیس ۲۳ می ۱۹۸۶)، یکی از نیروگاه‌های روسیه با ظرفیت تولید ۵۰۰۰ مگاوات که شامل ۵ راکتور است. ظرفیت فعلی نیروگاه ۴۰۰۰ مگاوات است که واحد پنجم در حال ساخت و ساز است.
در ۲۷ ژوئن ۱۹۸۵ در هنگام راه‌اندازی رآکتور واحد اول، به دلیل خطای انسانی، شیر تنظیم فشار باز شد و بخار ۳۰۰ درجه سانتی‌گراد وارد محل کار کارکنان شد و ۱۴ نفر کشته شدند.

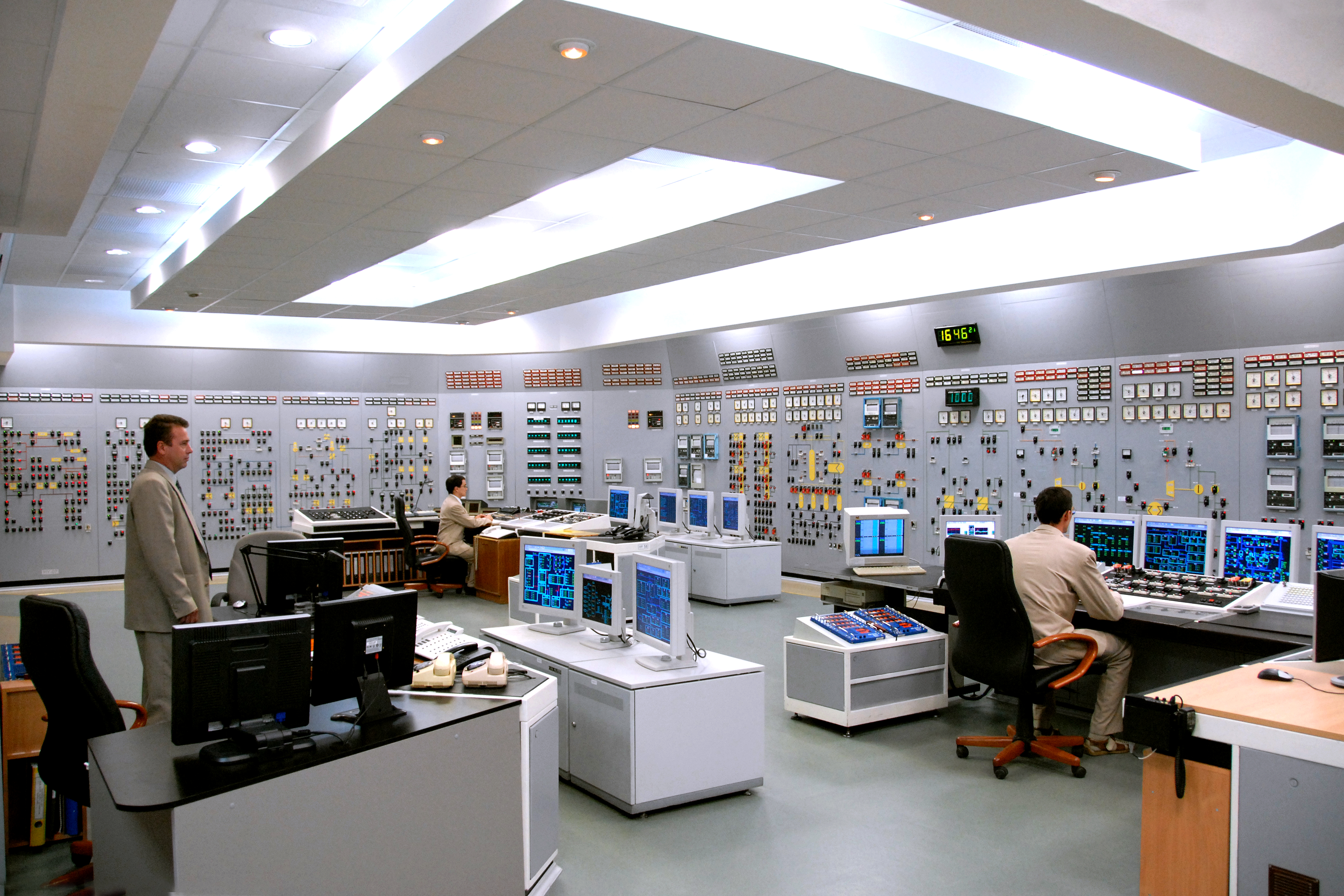
اتاق فرمان نیروگاه اتمی بالاکوفو